# محمد العكبري
محمد العكبري (مواليد 15 مارس 1996) لاعب كرة قدم إماراتي دولي يجيد اللعب في الهجوم.

## مسيرة اللاعب
كان يلعب مع نادي الوحدة وقع مع نادي النصر في عام 2018 و انتقل إلى نادي الوصل في صيف 2020 .
مثل المنتخبات السنية الإمارات والمنتخب الأول .

## روابط خارجية
- محمد العكبري على موقع قاعدة بيانات كرة القدم.إي يو (الإنجليزية)
- محمد العكبري على موقع Soccerway.com (الإنجليزية)